# SpVgg Steele 03/09
SpVgg Steele 03/09 is een Duitse voetbalclub uit Essen, Noordrijn-Westfalen, meer bepaald uit het stadsdeel Steele. 

## Geschiedenis

### SC Steele 03/20
De club werd in 1903 opgericht als BV Steele 03. Tot 1929 was Steele een zelfstandige gemeente. Vanaf 1905 speelde de club in de tweede klasse van de Markse voetbalcompetitie. De club werd in het eerste seizoen kampioen, maar er was dat jaar geen promotie. Na een laatste plaats werd de club in 1908 opnieuw kampioen maar promoveerde ook nu niet. Na de oorlog speelde de club in de Ruhrcompetitie. Pas in 1927 kon de club terug in de tweede klasse spelen. Door een competitiehervorming degradeerde de club in 1929 en eindigde het volgende seizoen op de laatste plaats. Ook de volgende seizoenen eindigde de club onderaan de rangschikking. In 1933 eindigde de club in de middenmoot. Hierna werd de Gauliga ingevoerd als nieuwe hoogste klasse. De club speelde verder op regionaal niveau. In 1977 fuseerde de club met DJK Wacker Steele 20 en werd zo SC 03/20 Steele. In 2012 fuseerde de club opnieuw, nu met Sportfreunde Steele 09 en nam zo de huidige naam aan.

### Sportfreunde Steele 09
De Sportfreunde werden in 1909 opgericht als BV Alemannia Horst-Eiberg. In 1911 fuseerde de club met een ander team tot SV Königsteele-Horst en in 1920 met Union Königssteele tot Sportfreunde 09. Vanaf 1926 speelde de club in de tweede klasse van de Ruhrcompetitie. Door een competitiehervorming degradeerde de club in 1929, maar kon wel na één seizoen terugkeren. In 1932 degradeerde de club. Na de invoering van de Gauliga verdween de club in de anonimiteit. 

### SpVgg Steele 03/09
In 2015 promoveerde de club naar de Bezirksliga en in 2019 naar de Landesliga.